# Jane Austenová
Jane Austenová (anglicky Jane Austen; 16. prosince 1775 Steventon, Hampshire, Anglie – 18. července 1817 Winchester, Hampshire, Anglie) byla anglická spisovatelka, představitelka tzv. rodinného románu (domestic novel). Ve svých dílech obvykle zachycovala život venkovských vyšších vrstev. Hlavními postavami jejích děl bývají inteligentní, morálně silné hrdinky, které ostře kontrastují s pošetilostí svého okolí. K jejím nejznámějším románům patří Rozum a cit (Sense and Sensibility) a Pýcha a předsudek (Pride and Prejudice).

## Život

### Dětství a mladá léta
Narodila se 16.12. 1775 ve Steventonu v hrabství Hampshire, v početné rodině reverenda George Austena (1731–1805) a jeho ženy Cassandry roz. Leighové (1739–1827). Pocházela z osmi sourozenců, byla druhým nejmladším. Měla šest bratrů a o dva roky starší sestru Cassandru, která, jak svědčí stovka zachovaných dopisů, jí byla z celé rodiny nejbližší. Cassandra také namalovala její jediný doložený portrét (dnes v Národní portrétové galerii v Londýně). Její bratři Francis a Charles záhy odešli sloužit na moře a dosáhli hodnosti admirálů; jejich kariéra ovlivnila některé dějové situace v díle Mansfield Park (Mansfieldské panství). Dalším sourozencem, který pro ni hodně znamenal, byl Henry, který se po skončení vojenské kariéry stal bankéřem a nakonec knězem, ale především jí pomáhal při jednání s nakladateli jako literární agent.
Od roku 1783 začalo období jejího vzdělávání. Nejdříve pobývala společně se sestrou  v Oxfordu u paní Cawleyové (sestry jednoho z jejích strýců) a později v Southamptonu.  Dívky se tam nakazily tyfem a rodiče je odvezli domů. Rodina se často bavila pořádáním divadelních her, rodiče podporovali zájmy svých dcer. Cassandra malovala, Jane psala drobné texty. Jsou to vedle krátkých povídek básně, modlitby a humorné parodie na současnou literaturu, které Jane psala pro obveselení rodiny.  
V letech 1785–1786 se vzdělávala v dívčí internátní škole v Readingu v hrabství Berkshire. Obecně tedy můžeme říct, že získala vzdělání kvalitnější než ostatní dívky v její době. Poté, co byla uvedena do společnosti, vedla až do své smrti život, který se skládal z obvyklých zábav její společenské vrstvy, které jsou do detailů popsány v jejich dílech): plesy, návštěvy známých a příbuzných, čas od času i návštěva Londýna. Jednou z mála „událostí“ v jejím jinak klidném životě bylo  zasnoubení s mladým mužem jménem Harris Bigg-Wither, které Jane na druhý den zrušila, protože se nechtěla vdát bez lásky.   V lásce neměla štěstí a stejně jako její starší sestra zůstala neprovdána. 

### Dospělost

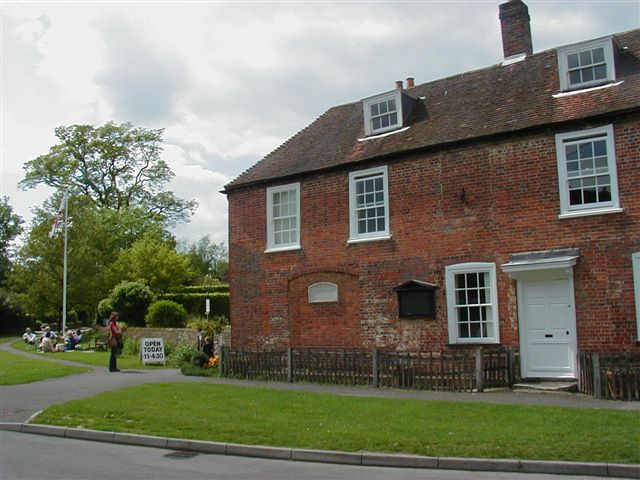
Dům Jane Austenové v Chawtonu (dnes muzeum)

V roce 1801 se rodina přestěhovala do západoanglického lázeňského města Bath (toto prostředí se jí stalo inspirací pro román Northangerské opatství).  Po smrti otce v roce 1805 žily Jane, Cassandra a jejich matka s Frankem a jeho rodinou, a to až do roku 1809, kdy se znovu přestěhovaly, tentokrát do Chawtonu. Zde je jejich další bratr Edward usídlil v nedalekém domě, kde vznikly konečné verze jejích nejslavnějších románů (dnes zde existuje Muzeum Jane Austenové).  V této době již byla etablována jako spisovatelka, pokud se to tak dá říct, protože její díla vycházela anonymně (až po její smrti bratr Henry přiznal veřejně její autorství).
Problémem se ukázalo být chatrné zdraví.  Na jaře 1815 začala mít zdravotní potíže. Dnes převládá domněnka, že snad trpěla Addisonovou chorobou.  V červenci 1816 dokončila román Anna Elliotová (Persuasion), u kterého později ještě změnila poslední dvě kapitoly. Koncem března 1817 musela přerušit práci na svém románu Sanditon a napsala poslední vůli. Snaha vyléčit se ji vedla  do Winchesteru, ale postup nemoci byl tak rychlý, že zemřela během dvou měsíců 18. července 1817 ve věku 41 let. Pochována je v místní katedrále.

## Dílo
Nejstarší náčrty budoucích slavných románů vznikaly již v průběhu 90. let 18. století ve Steventonu. Měla úhledný rukopis, ve svém textu často škrtala a přepisovala slova i věty. Jen málo používala tečky a čárky.
V roce 1789  napsala satirickou komedii Láska a přátelství. Pustila se také do hry Sir Charles Garandison neboli Šťastný muž. Mezi roky 1793 a 1795 napsala krátký román Lady Susan, který měl formu dopisů. Bratr Henry Austen ho nabídl na začátku roku 1803 londýnskému nakladateli Benjaminu Crosbymu. Ten za něj zaplatil deset liber za vydavatelská práva, ale nakonec  se rozhodl nepublikovat jej. Jane Austenová odkoupila právo na vydání zpět až  v roce 1816 a později vyšel pod názvem Northangerské opatství. Roku 1797 se její otec neúspěšně  pokusil prodat vydavateli román First Impressions (původní název budoucí Pýchy a předsudku).  

Ještě v Steventonu začala psát román Elinor a Marianne, který později  přepracovala a byl vydán pod názvem Rozum a cit (Sense and Sensibility, 1811) na autorčiny náklady.  Kniha vyšla v roce 1811 anonymně („By a Lady“), přičemž jako zprostředkovatel s vydavateli fungoval autorčin bratr Henry. Nejbližší rodina o jejím autorství věděla. Román slavil mírný úspěch (Austenová vydělala 140 liber), a proto během následujícího roku přepracovala dílo First Impressions, které vyšlo v lednu 1813  pod názvem Pýcha a předsudek (Pride and Prejudice).  V roce 1812 začala pracovat na knize Mansfield Park (Mansfieldské panství), která vyšla v květnu 1814 a do půl roku byla vyprodána. Konečně v prosinci 1815 vyšel román Emma. Ostatní díla byla vydána až po autorčině smrti.

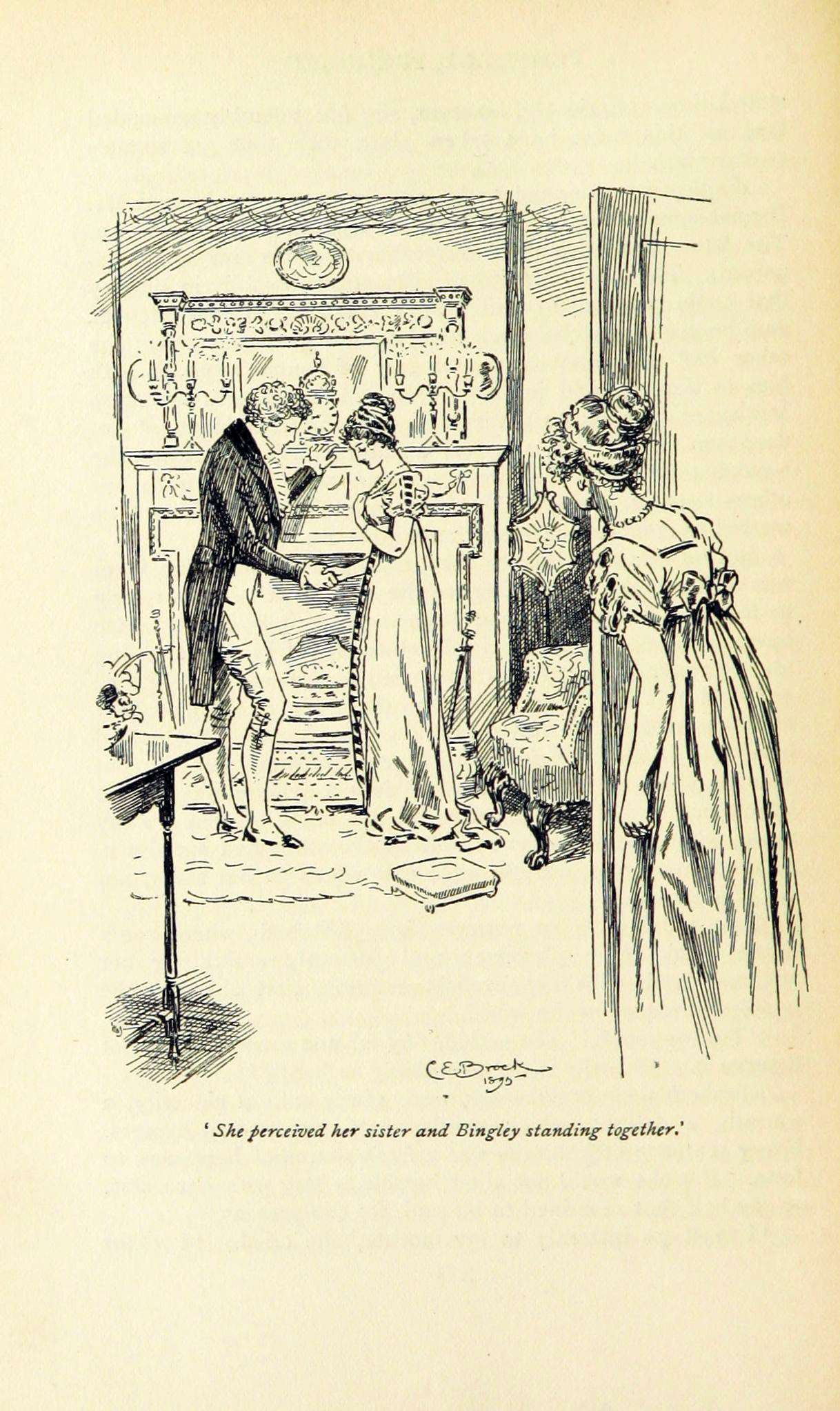
Ilustrace k románu Pýcha a předsudek od C.E.Brocka

Jestliže ve svém prvním díle Northanger Abbey (1798–1799) parodovala gotické romány Ann Radcliffové, opravdu ji proslavily až její pozdější práce výrazně odlišného charakteru. V centru dění obvykle stojí mladá dívka (nebo několik mladých dívek), jejíž problémy jsou typickými pro mladé, neprovdané ženy z vyšší vrstvy na začátku 19. století. Nutno říct, že většinou souvisí s možností či nemožností dosáhnout společensky přijatelného sňatku. Hrdinky jejích románů často prožívají nešťastnou lásku a čelí různým obtížím, než si mohou vzít milovaného muže. Pro dnešní emancipované čtenáře se tento přístup může zdát úsměvný, ale je nutné si uvědomit, že pro soudobou ženu ze středních a vyšších vrstev byl sňatek jediným způsobem, jak dosáhnout životních jistot a společenského uznání (pokud ovšem nebyla ochotná záviset na příbuzných nebo se živit jako guvernantka). Tyto milostné problémy autorce slouží k výtečnému detailnímu popisu tehdejší lepší společnosti a každodenního života jejích příslušníků. Celkový pohled na popisovanou společnost se zdá být mírně satirický, ale nepřestává být laskavý, a přestože příběhy mají morální podtext, jeho smysl vyplývá ze samotného děje – autorka nechává čtenáře, aby si jej sám našel, a nesklouzává k laciné didaktičnosti.
Zajímavostí je, že téměř ve všech scénách se vyskytují ženy, zřejmě proto, že ona sama si nebyla jista tím, jak vlastně muži mluví v nepřítomnosti žen.
Velkého uznání se jí dostalo od sira Waltera Scotta pro přesné vystižení charakterů a pocitů jejích postav. Stejně tak ji obdivoval i Macaulay, Samuel Taylor Coleridge, Robert Southey, Sydney Smith nebo Edward Fitzgerald. Její sláva a uznání mezi literárními kritiky od té doby jen stoupala. Je všeobecně obdivována pro schopnost detailního popisu postav, hlavně ženských, spojenou s velice jemnými postřehy vycházejícími z každodenního života středních a vyšších vrstev, a specifickou ironii, kterou do těchto popisů vkládá. Přes velké množství detailů si zároveň charakteristika každé postavy zachovává výjimečnou ucelenost a vlastní individualitu.
Ve druhé polovině 20. století se romány Jane Austenové  opakovaně  dočkaly i filmového a seriálového zpracování. Časté jsou i divadelní nebo rozhlasové adaptace. Podle románu Rozum a cit vznikl v roce 2013 stejnojmenný  muzikál. 

### Romány
- Sense and Sensibility, 1795–1799, vyd. 1811; česky Elinor a Marianna (1932), Rozum a cit (1989)
- Pride and Prejudice, 1796–1797, vyd. 1813; česky Pýcha a předsudek (1946)
- Mansfield Park, vyd. 1814; česky Mansfieldské panství (1997, 2006, 2009)
- Emma, vyd. 1815; česky Ema (1934), později Emma (1982, 2001, 2004, ...)
- Northanger Abbey, vyd. 1818; česky Northangerské opatství (1994), Opatství Northanger (1983, 2005, 2007, ...)
- Persuasion, vyd. 1818; česky Anna Elliotová (1968, 1993, ...), Pýcha a přemlouvání (2007, 2010)
- Lady Susan, 1793–1794, vyd. 1871 (posmrtně), novela v dopisech; česky Lady Susan (2009, 2015)

### Krátké a nedokončené práce
- The Watsons, vyd. 1804 (nedokončený román, dokončila jej neteř Catherine Anne Austenová Hubbacková pod názvem Mladší sestra; česky Watsonovi (2013).
- Sanditon, 1817 – nedokončený román, pův. název  Brothers, o dokončení se pokusilo několik autorů, mezi  Marie Dobbsová, vyšel v roce 1925[8]
- Catharine, or the Bower, naps. asi v polovině 90. let 18. stol.; česky viz níže Catharine neboli Altánek.

### Rané práce – nejznámější díla
- Henry and Eliza; česky Henry a Eliza, viz níže.
- The Three Sisters; česky Tři sestry, viz níže.
- The History of England, vyd. 1791; česky Dějiny Anglie, viz níže.
- The Beautifull [sic] Cassandra, vyd. 1790; česky Krásná Cassandra, viz níže.[9]
- Český výběr z raných prací vydán v:
  - Láska a přátelství a jiné prózy (2009, obsahuje: „Láska a přátelství“, „Jack a Alice“, „Frederic a Elfrida“, „Henry a Eliza“, „Tři sestry“, „Krásná Cassandra“, „Sir William Mountague“, „Dobrodružství pana Harleyho“)
  - Úskalí lásky (2010, obsahuje: „Na hradě Lesley“, „Dějiny Anglie“, „Tři sestry“, „Catharine neboli Altánek“, „Hrstka dopisů“)
  - Hledání štěstí: (rané a nevydané prózy) (2010, obsahuje prózy Jane Austenové a Charlotte Brontëové)

## Rámcový rozbor díla
Romány Jane Austenové jsou v kontextu světové literatury dílem ojedinělým a zcela nenapodobitelným, přičemž narativní výstavba jejich děje se dá chápat jako realistická i jako idealizující. Realismus tu vyplývá z dobře odpozorované kauzality jednání nejrůznějších představitelů tehdejší společnosti, idealismus potom z autorčiny optimistické víry ve šťastné konce, ke kterým se dostává často pomocí dobře načasovaných náhod. Unikátní a neopakovatelná je schopnost Austenové nahlížet na mezilidské vztahy optikou laskavé ironie a v popisu postav a jejich chování kongeniálně mixovat dohromady výstižnou a karikaturně podanou osobní charakteristiku s reálnými životními situacemi a s jemně naznačovaným morálním poselstvím. Zároveň jsou náměty jejích příběhů obdařeny jistou nadčasovostí, protože se zabývají milostnými a současně i existenčními problémy, které lidé v nějaké podobě vždy zažívají a budou zažívat. V díle Jane Austenové je dialogický základ silně zřetelný. Děj je vystavěn na rozhovorech, promluvách postav. Jejich charakter je taktéž poznatelný právě z konkrétních situací, ve kterých hrdinové jednají, ve kterých se střetávají se světem okolo. Austenová nepíše náročně, neopírá se o žádný filosofický či náboženský základ, v jejím díle je silně zastoupen prvek humoru, ironie a komična. Styl Jane Austenové je určován třemi základními faktory - ironií, absencí postavy autorského vypravěče a důrazem kladeným na dialogy.
Za základ jejího díla je možno považovat pět románů. Jako rané můžeme označit Pýchu a předsudek společně s Rozumem a citem, jako vrcholné Mansfieldské panství a Emmu, a jako pozdní Annu Elliotovou. Ostatní romány jsou buď inspirované jinými autory nebo žánry (Opatství Northanger a Lady Susan), nebo jsou nedokončené, případně byly dokončené někým jiným. Oba dva rané romány se soustřeďují především na zobrazení některých obecných aspektů mezilidských a zejména milostných vztahů, kdežto tři pozdější se zaměřují na vykreslení určitého postavení hrdinky a způsob, jakým toto postavení ovlivňuje její jednání a její možnosti.

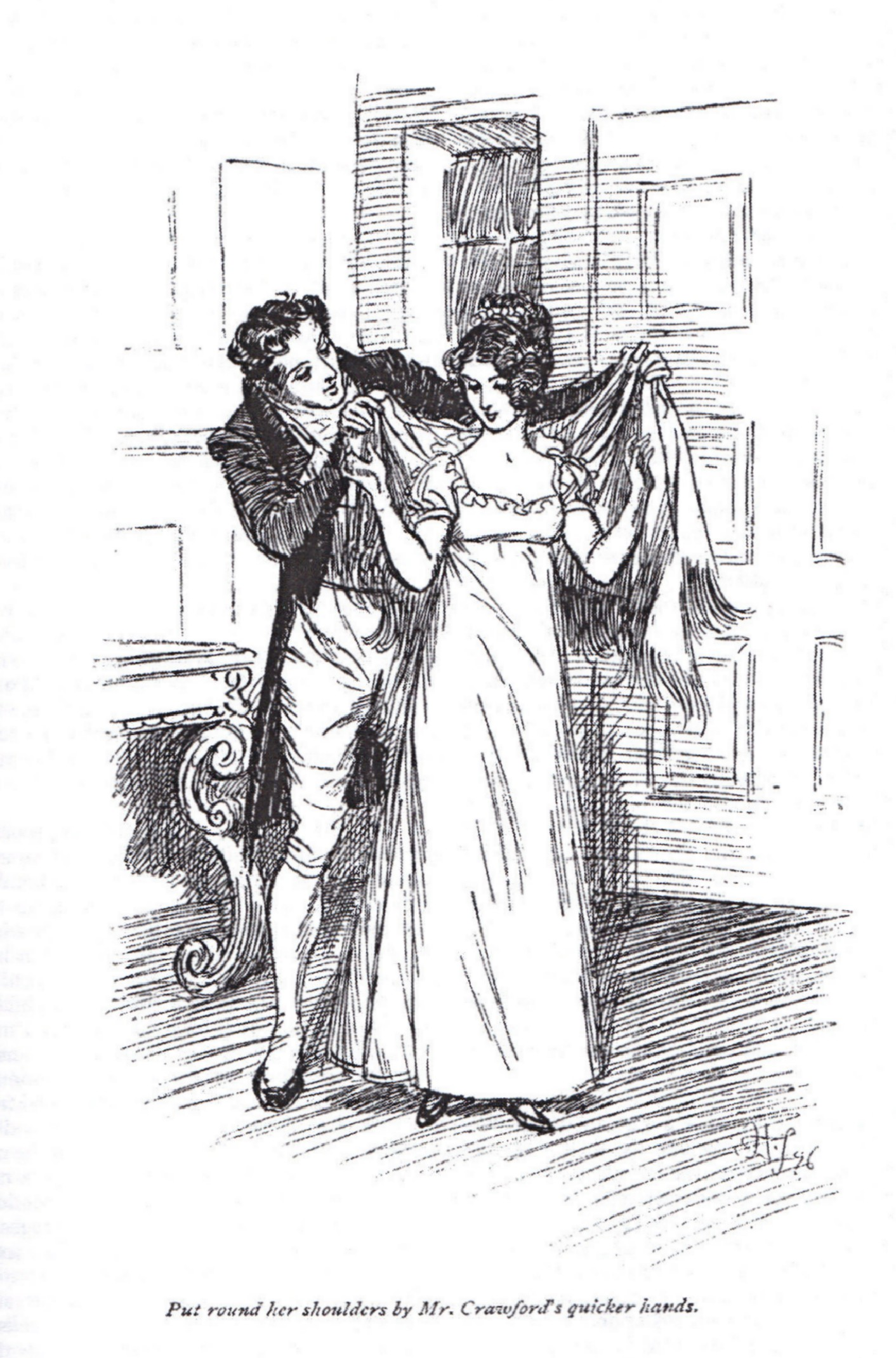
Ilustrace k románu Mansfieldské panství od Hugha Thomsona

Nejznámějším a bezpochyby nejoblíbenějším dílem je Pýcha a předsudek. Jeho jazyk je nejživější a nejvíce ironizující postavy i děj samotný, a jeho hrdinku můžeme chápat jako alter ego samotné autorky. Jak lze vyvodit z názvu románu, stěžejní myšlenkou je upozornění na to, že je běžné čelit ve vztazích různým nedorozuměním, předpojatostem nebo unáhleným odsudkům, autorka však optimisticky předpokládá, že vytrvalá a silná náklonnost se nakonec přes všechna tato nedorozumění přenese a odstraní je. U druhého z raných románů, Rozumu a citu, je na příkladu dvou povahově odlišných sester rozebrána úvaha, zda se vyplatí podléhat naplno svým emocím nebo zda je správnější korigovat je sebeovládáním, ohleduplností a uvážlivostí.
Romány Mansfieldské panství a Emma jsou rozsáhlé, detailně propracované fresky z tehdejšího života vyšších vrstev. Z hlediska společenského postavení jejich hrdinek je možno je označit za romány vzájemně antagonistické: zatímco Fanny z Mansfieldského panství je v závislém, téměř nesvéprávném postavení chudé příbuzné, která se ani nesmí přiznat ke své lásce, Emma zosobňuje sebevědomí společensky dobře postavené dívky, která vůči svému okolí hraje roli spíše nadřazenou, a čelit musí převážně jen neočekávaným důsledkům vlastních rozhodnutí. Zatímco Mansfieldské panství působí (ve své druhé polovině) jako nejdramatičtější ze všech románů, právě proto, že jeho téměř bezbranná hrdinka je vystavena intenzivnímu nátlaku svého okolí, stylově vytříbený, pomalu plynoucí děj Emmy jako by výraznější události postrádal - dramatický oblouk se totiž přesunul zvnějšku do hrdinčina nitra.
Poslední z románů Anna Elliotová pak reflektuje stárnutí samotné autorky. Milostné nejistoty mladých dívek jsou tu nahrazeny zralejším pohledem ženy, která doufá, zdánlivě marně, ve svou druhou šanci na životní štěstí. Román poněkud kopíruje dramatickou výstavbu už zmíněného Mansfieldského panství – v první polovině hrdinka strádá tím, že objekt jejích milostných citů navazuje vztah s jinou dívkou, později pak sama čelí nevítanému zájmu bezcharakterního nápadníka. Kvůli absenci výraznější dramatičtější situace v druhé polovině ale příběh působí jako příliš narychlo ukončený.

## Životopisné filmy
Osobnost Jane Austenové se stala podkladem pro životopisné filmy 
- Vášeň a cit (2007), britský film režiséra Juliana Jarrolda s Anne Hathawayovou a Jamesem McAvoyem v hlavní roli.[12]
- Real Jane Austen (2007), britský televizní zdramatizovaný dokument  o životě Jane Austenové.
- Smutky slečny Austenové (2008), britský film o posledních letech života Jane Austenové byl natočen na základě korespondence se sestrou Cassandrou
- The Many Lovers of Miss Jane Austen (2011), dokument se  zabývá lidmi, kteří se zamilovali do románů Jane Austenové a byl natočen  ke dvousetletému výročí vydání knihy Rozum  a cit.

## Životopisné publikace
- MALETZKE, Elsemarie. Jane Austenová: životopis. Jinočany: H & H, 2009. 290 s. Edice Profily. ISBN 978-80-7319-081-1. [E. Maletzke, životopiskyně anglických spisovatelek 19. století, napsala biografické portréty sester Brontëových (Charlotte Brontëová, Emily Jane Brontëová, Anne Brontëová) „Das Leben des Brontës“ a George Eliotové.]
- MILES, Robert. Jane Austenová. Brno: Centrum pro studium demokracie a kultury, 2009. 219 s. ISBN 978-80-7325-188-8.